# Eurhynchium striatulum
Eurhynchium striatulum är en bladmossart som beskrevs av W. P. Schimper in B.S.G. 1854. Eurhynchium striatulum ingår i släktet sprötmossor, och familjen Brachytheciaceae. Inga underarter finns listade i Catalogue of Life.